# 모치오레
모치오레(일본어: もちオーレ)는 일본의 만화가 유닛이다. 못치(もっち)와 오레(オーレ)의 합동 필명이다. 각각의 필명의 유래는 인절미(키나코모치)와 카페오레. 못치는 원안 및 캐릭터디자인 담당으로 가나가와현 출신 여성, 오레는 작화 담당으로 효고현 출신 남성이다.
2016년 2월부터 트위터와 픽시브에서 백합만화를 발표해왔다. 2017년 1월 트위터에 발표한 『만남 사이트에서 여동생과 만나는 이야기』가 큰 화제가 되어서 2017년 5월부터 『앳 비타민』에서 정식으로 단기연재, 2017년 7월 단행본이 발매되며 정식 데뷔했다.
2017년 9월부터 2019년 2월까지 「백합민박」을 연재했고, 2019년 1월에는 「렌탈샵에서 언니를 렌탈하는 이야기」, 「11살 연하의 여자애에게 스킨십 당하는 이야기」, 「정말로 있었을지도 모르는 백합인 이야기」 3편을 『앳 비타민』에 연재하고 3편을 정리한 단행본이 발매되었다.
2020년 2월부터는 「미안하지만 나는 백합이 아니야」를 『앳 비타민』과 『유리나비』에서 장기 연재 중이다.